# Cantabria (A-15)
Cantabria (A-15) je bojová zásobovací loď (Buque de Aprovisionamiento de Combate – BAC) španělského námořnictva. Jedná se o vylepšenou verzi zásobovacího tankeru Patiño (A-14) z poloviny 90. let 20. století.
Z plavidla Cantabria jsou odvozeny dvě zásobovací lodě, které objednala Austrálie v rámci programu SEA 1654.

## Stavba
Stavbou lodi byla pověřena španělská loděnice Navantia v Puerto Real.

## Konstrukce

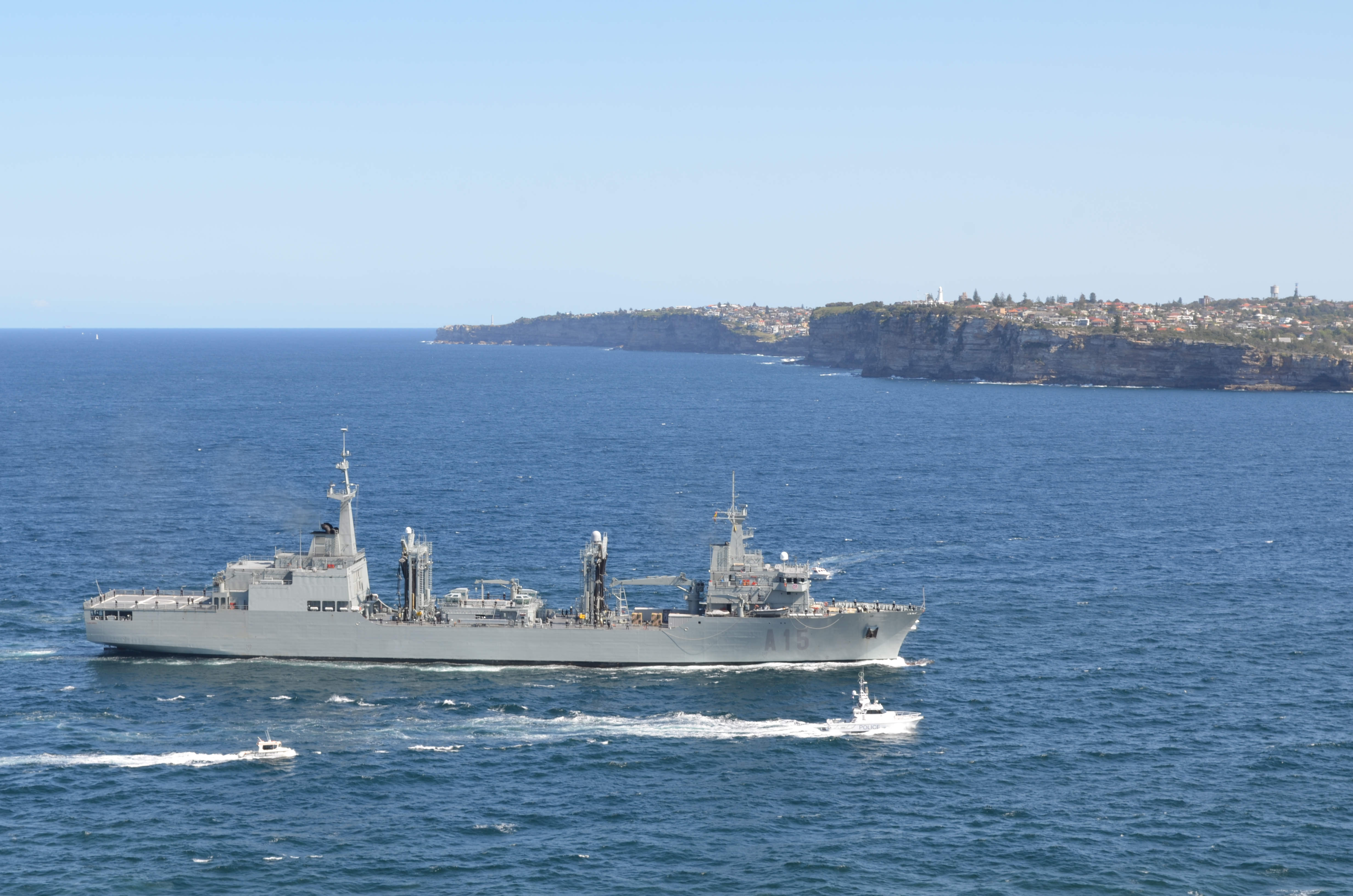
Cantabria na cestě do Sydney

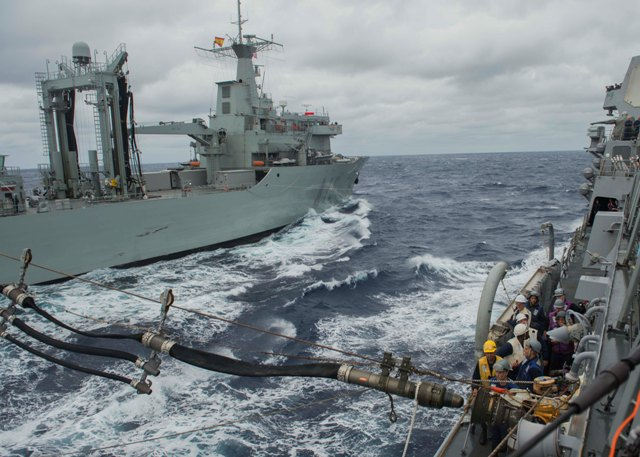
Cantabria doplňuje palivo torpédoborci USS Mommsen

Posádku tvoří 142 osob, přičemž se na palubě nachází prostory pro ubytování dalších 48 osob. Plavidlo má kapacitu 9800 tun nákladu, přičemž může přepravovat lodní palivo, letecké palivo, munici, náhradní díly a proviant. Na palubě může navíc nést až 20 dvacetistopých standardizovaných kontejnerů. K přepravě nákladu slouží pět zásobovacích stanic, kterými mohou být najednou zásobována až tři plavidla. Na zádi se nachází letová paluba umožňující zásobování pomocí vrtulníků. Plavidlo dále nese dva rychlé čluny RHIB a dva nafukovací čluny Zodiac. Plavidlo je vybaveno hangárem, který pojme tři lehké AB.212, nebo dva střední vrtulníky NH-90. 
K vlastní obraně slouží šest vrhačů klamných cílů Mark 36 SRBOC a až osm 12,7mm kulometů M2HB, nebo 7,62mm kulometů MG-3. V případě potřeby mohou být na plavidlo instalovány dvě zbraňové stanice s 25mm kanóny Bushmaster, protiletadlové řízené střely krátkého dosahu a vlečené protitorpédové klamné cíle SLQ-25A Nixie.
Pohonný systém tvoří dva diesely MAN 18V 40/45 s výkonem po 10 890 kW. Energií loď zásobují čtyři diesel-generátory MAN 16V 20/27 s výkonem po 1270 kW. Nejvyšší rychlost dosahuje 21,3 uzlu. Dosah je 6000 námořních mil při rychlosti 13 uzlů.

## Export
Loděnice Navantia v březnu 2016 zvítězila v tendru na dvě zásobovací lodě pro australské námořnictvo. Porazila přitom modifikaci jihokorejských tankerů třídy Tide.